# フィリップ・メイ
サー・フィリップ・ジョン・メイ（Sir Philip John May, 1957年9月18日 - ）は、イギリスの投資信託マネージャー。保守党党首およびイギリス首相テリーザ・メイの夫。またフィリップはマーガレット・サッチャーの夫であるデニス・サッチャー以来、2人目となる男性の首相配偶者でもある。2019年7月24日退任。

## 生い立ち
1957年9月18日、イングランドのノリッジに生まれる。その後、リバプール近郊で育ち、ウェスト・カービーのカレンディ・グランジ・グラマースクールに通う。父のジョン・メイは靴の卸売業者で営業担当をしており、母のジョイはフランス語の教師だった。
その後、オックスフォード大学リンカーン・カレッジに入学し歴史学を学んだ。在学中の1979年、のちに保守党の議員となるアラン・ダンカン（2016年、メイ内閣で欧州担当大臣に就任）から「オックスフォード大学・ユニオン・ソサエティ」の会長職を引き継ぐ。

## 経歴
大学卒業後から財界で働き始め、2016年まで10年以上キャピタル・グループでマネージャーとして働いた。それ以前はバークレイズ投資銀行やドイツ銀行などでファンドマネージャーとして勤務し、年金管理や保険関係などの業務に携わっていた。
妻であるテリーザ・メイの保守党党首選挙での勝利が確定し、首相就任が確実になったことから、雇用者であるキャピタル・グループが「フィリップ・メイ氏の職務は顧客管理であり、投資決定に携わることはない」との声明を発表し、首相の配偶者が投資決定に何らかの影響を及ぼす可能性を排除した。 
現在はウィンブルドン地方の保守党協会会長を務める傍ら、財界でも働いている。また、首相の配偶者としてのインタビューや会見などは行わない方針をとっている。

## 私生活
妻であるメイとは、イスラム圏初の女性首相でのちに暗殺されたパキスタンのベーナズィール・ブットの紹介で知り合う。フィリップとブットとメイはともに、保守党を支持する学生クラブに所属していた。その後、共通の趣味であるクリケットを通じて仲を深め、1980年9月6日に結婚する。